# Ciudad del Maíz
Ciudad del Maíz là một đô thị thuộc bang San Luis Potosí, México. Năm 2005, dân số của đô thị này là 29855 người.